# هاچیسوکا فوده‌کو
هاچیسوکا فوده‌کو (به ژاپنی: 蜂須賀 筆子 はちすか ふでこ)، ۱۷ ژوئیه ۱۸۷۶ (۹ دوره میجی) - ۳۰ نوامبر ۱۹۰۷ (۴۰ دوره میجی) همسر ماساکی هاچیسوکا، هفدهمین رئیس خاندان هاچیسوکا بود. نشان خانوادگی او یک درنای تاشده بود.
او چهارمین دختر پانزدهمین شوگون، توکوگاوا یوشینوبو از همسر غیراصلی‌اش ناکانه ساچی بود.

## زندگی
اندکی پس از تولد، سرپرستی او به ایسیا گنجیرو سپرده شد. در اکتبر ۱۸۷۹ (۱۲ میجی)، به اقامتگاه توکوگاوا بازگشت. در ژوئیه ۱۸۸۹ (۲۲ میجی)، او به همراه شش خواهرش، از جمله خواهر بزرگترش تتسوکو و خواهر کوچکترش تسوکو، از شیزوئوکا به توکیو نقل مکان کرد. در ۲۶ دسامبر ۱۸۹۵ (۲۸ میجی)، او با هاچیسوکا ماساکی ازدواج کرد.
در سال ۱۸۹۶ (۲۹ میجی)، او دختر بزرگترش، توشیکو، را به دنیا آورد. در سال ۱۸۹۸ (۳۱ میجی)، دختر دومش، فوکو، را به دنیا آورد. در سال ۱۹۰۱، دختر سومش، سایوکو، را به دنیا آورد. در سال ۱۹۰۳ (سال ۳۶ میجی)، او پسر بزرگش، ماساوجی، را به دنیا آورد. پس از آن، سلامتی او رو به وخامت گذاشت و در سن ۳۱ سالگی، پیش از آنکه شوهرش ریاست خانواده را به ارث ببرد، درگذشت. مجموعه اشعار او شامل «هاچیسو نو کائوری» است. دختر سوم او، سایوکو، با یوشیتانه، وارث ویسکونت ساتاکه یوشیمیچی، ازدواج کرد، اما در سن ۲۱ سالگی درگذشت. نوه او، ماساشی هاچیسوکا، ماساکو هاچیسوکا بود.